# Nordschwarzwald
Nordschwarzwald este o arie protejată (sit de importanță comunitară — SCI, arie de protecție specială avifaunistică — SPA) din Germania întinsă pe o suprafață de 36.045,11 ha, integral pe uscat.

## Localizare
Centrul sitului Nordschwarzwald este situat la coordonatele 48°30′15″N 8°17′28″E / 48.5042°N 8.2911°E.

## Înființare
Situl Nordschwarzwald a fost declarat arie de protecție specială avifaunistică în noiembrie 2007 pentru a proteja 15 specii de animale. Situl a fost protejat și ca sit de importanță comunitară în noiembrie 2007.

## Biodiversitate
Situată în ecoregiunea continentală, aria protejată nu include niciun habitat protejat.
La baza desemnării sitului se află mai multe specii protejate de  păsări (15): minunița (Aegolius funereus), cocoșul de mesteacăn (Bonasa bonasia), Carduelis citrinella, porumbel de scorbură (Columba oenas), ciocănitoare neagră (Dryocopus martius), presură de munte (Emberiza cia), Falco peregrinus peregrinus, șoimul rândunelelor (Falco subbuteo), ciuvică (Glaucidium passerinum), sfrâncioc roșiatic (Lanius collurio), viespar (Pernis apivorus), ciocănitoare de munte (Picoides tridactylus), ciocănitoare verzuie (Picus canus),  cocoș de munte (Tetrao urogallus), mierlă gulerată (Turdus torquatus)